# Віндзор (Каліфорнія)
Віндзор (англ. Windsor) — місто (англ. city) в США, в окрузі Сонома штату Каліфорнія. Населення — 26 344 особи (2020).

## Географія
Віндзор розташований за координатами 38°32′32″ пн. ш. 122°48′31″ зх. д. / 38.54222° пн. ш. 122.80861° зх. д. (38.542099, -122.808613).  За даними Бюро перепису населення США в 2010 році місто мало площу 18,89 км², з яких 18,82 км² — суходіл та 0,06 км² — водойми.

## Демографія
Згідно з переписом 2010 року, у місті мешкала 26 801 особа в 8970 домогосподарствах у складі 6708 родин. Густота населення становила 1419 осіб/км².  Було 9549 помешкань (506/км²).
Расовий склад населення:
| - 73,9 % — білих - 3,0 % — азіатів - 2,2 % — корінних американців - 0,8 % — чорних або афроамериканців - 0,2 % — вихідців з тихоокеанських островів - 15,1 % — осіб інших рас |

До двох чи більше рас належало 4,7 %. Частка іспаномовних становила 31,8 % від усіх жителів.
За віковим діапазоном населення розподілялося таким чином: 28,0 % — особи молодші 18 років, 61,1 % — особи у віці 18—64 років, 10,9 % — особи у віці 65 років та старші. Медіана віку мешканця становила 37,0 року. На 100 осіб жіночої статі у місті припадало 96,6 чоловіків;  на 100 жінок у віці від 18 років та старших — 93,3 чоловіків також старших 18 років.
Середній дохід на одне домашнє господарство  становив 97 831 долар США (медіана — 85 291), а середній дохід на одну сім'ю — 107 982 долари (медіана — 94 693). Медіана доходів становила 62 941 долар для чоловіків та 52 009 доларів для жінок. За межею бідності перебувало 4,1 % осіб, у тому числі 4,7 % дітей у віці до 18 років та 4,6 % осіб у віці 65 років та старших.
Цивільне працевлаштоване населення становило 13 104 особи. Основні галузі зайнятості: освіта, охорона здоров'я та соціальна допомога — 23,5 %, виробництво — 13,2 %, роздрібна торгівля — 9,7 %, мистецтво, розваги та відпочинок — 8,8 %.